# 米哈伊利夫卡 (圖利欽區)
48°43′36″N 29°1′44″E / 48.72667°N 29.02889°E
米哈伊利夫卡（烏克蘭語：Михайлівка）是位於烏克蘭西南部的村莊，由文尼察州圖利欽區的圖利欽市鎮負責管轄。該村始建於1700年，面積3.79平方公里，海拔高度241米，2001年人口764，人口密度每平方公里201.58人。